# MLDonkey
MLdonkey es un programa P2P multired capaz de conectarse a varias redes simultáneamente, y descargar un solo fichero de varias redes a la vez, gracias al swarming.

## Historia
Recibió su nombre por haber sido diseñado como cliente para la red eDonkey. Fue el primer software que implementó el protocolo eDonkey, excluyendo el cliente oficial.
El desarrollador original de MLDonkey es Fabrice Le Fessant del INRIA. Inició el desarrollo del programa a finales de 2001. Escrito en el lenguaje de programación OCaml, se distribuye públicamente bajo licencia GNU.
Versiones anteriores de la 3.0 tienen un vulnerabilidad de seguridad que permite al atacante con acceso a la interfaz web ver cualquier archivo del sistema.

## Funcionamiento
Funciona en dos partes, por un lado un núcleo trabajando de manera "invisible" y por otro lado una interfaz gráfica o GUI opcional. El funcionamiento del core se puede gestionar vía telnet, http o por medio de otros GUIs independientes. Esta función de core independiente de la interfaz además de ahorrar memoria y recursos del procesador, permite gestionar MLDonkey remotamente desde otra máquina, usar diferentes interfaces gráficos sin modificar o detener el core, o acceder simultáneamente desde los diferentes interfaces. Las opciones son modificables desde archivos de configuración o desde una interfaz de usuario independiente.
MLDonkey es capaz de conectarse a varias redes usando diferentes protocolos de red. Adicionalmente puede descargar y unir varias partes de un mismo archivo que provengan de diferentes protocolos de red. Sin embargo esta función es comúnmente catalogada como experimental.
Desde la versión 2.9.0, el soporte a las redes Gnutella y Gnutella2 ya no es compilado por defecto porque ambos plugins tienen errores y no tienen mantenimiento; sin embargo, aún es posible compilarlos modificando la opción adecuada en el archivo de configuración.

### Plataformas
MLDonkey puede ejecutarse en Windows, diversas distribuciones *NIX (la mayoría de los UNIX comerciales, GNU/Linux, Free/OpenBSD), Mac OS X, etc.

## Redes soportadas
MLDonkey soporta los siguientes protocolos, total o parcialmente:
- BitTorrent
- DirectConnect
- eDonkey
- FastTrack (KaZaA)
- Kad
- Overnet
- Descargas directas por FTP, HTTP y SSH

En anteriores versiones también se soportaban los siguientes protocolos, que ahora ya no se soportan por haber caído sus respectivas redes en desuso:
- OpenNapster
- Gnutella
- Gnutella2
- SoulSeek
- OpenFT

## Frontends
- Web-GMUI
- Sancho
- Epicea
- KMLDonkey (enlace roto disponible en Internet Archive; véase el historial, la primera versión y la última).
- Burro
- Onager (PalmOS)
- DonkeyFire Firefox Extension Archivado el 13 de mayo de 2008 en Wayback Machine.
- Rmldonkey